# Dorcadion equestre
Dorcadion equestre је врста инсекта из реда тврдокрилаца (Coleoptera) и породице стрижибуба (Cerambycidae). Сврстана је у потпородицу Lamiinae.

## Распрострањеност и станиште
Врста је ретка у Европи, насељава источни и југоисточи део континента: Србију, Црну Гору, Северну Македонију, Албанију, Румунију, Молдавију и Грчку. У Србији је забележена само на неколико локалитета на истоку земље.

## Опис
Тело им је црно, са различитим белим шарама по телу. Најчешће бела линија иде дуж целог тела, док друга попречна гради крст. Изузетно је варијабилна врста, са великим бројем подврста:
- Dorcadion equestre equestre (Laxmann, 1770)
- Dorcadion equestre nogelii Fairmaire, 1866
- Dorcadion equestre reclinatum Kraatz, 1892
- Dorcadion equestre transsilvanicum Ganglbauer, 1884

Дужина тела им је од 13 до 21 mm, с тим да су женке углавном крупније од мужјака, што је чест случај у свету инсеката.

## Биологија
Адулти се срећу од маја до јула. Ларве се развијају у земљи, а хране се корењем дивљих трава или житарица, као и остале врсте рода Dorcadion.

## Синоними
- Cerambyx equestris Laxmann, 1770
- Dorcadion (Cribridorcadion) equestre (Laxmann, 1770)
- Pedestredorcadion equestre (Laxmann, 1770)
- Lamia cruciata Fabricius, 1787
- Cerambyx cruciatus (Fabricius, 1787)
- Cerambyx crucifer Lepechin, 1774
- Lamia pallassii Fischer-Waldheim, 1806
- Lamia razumoffskii Fischer-Waldheim, 1806